# Archibald Henry Sayce
Archibald Henry Sayce (Shirehampton, 25 settembre 1846 – 4 febbraio 1933) è stato un archeologo britannico.

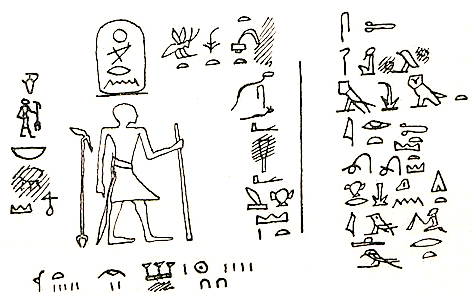

Fu un pioniere dell'assiriologia ed un noto linguista, titolare della cattedra di Assiriologia ad Oxford dal 1891 al 1919.

## Descrizione
Nato nello Shirehampton, Bristol, fu sin dall'infanzia molto cagionevole di salute e soffrì di tubercolosi. Educato da un tutore privato, all'età di dieci anni era già in grado di leggere Omero in greco. Studiò al Queens College, Oxford, di cui divenne membro nel 1869.
Nel 1874 Sayce pubblicò un lungo articolo, "The Astronomy and Astrology of the Babylonians" nella rivista Transactions of the Society of Biblical Archaeology vol. 3, part 1), con trascrizioni e traduzioni di importanti testi in scrittura cuneiforme.
Nel 1879 il Reverendo Sayce collegò i rilievi trovati vicino Magnesia sul fiume Meandro nell'Anatolia occidentale con quelli del sito di Yazılıkaya in Turchia, e riconobbe che essi appartenevano a una stessa cultura pre-greca, non ancora individuata. 
Nel 1876, decifrò uno dei geroglifici sulle pietre di Hamath in Siria, deducendo che il profilo di un uomo equivaleva alla lettera "I". Nel 1880 decifrò un altro geroglifico che riconobbe essere il prefisso per identificare la divinità. Sospettò a lungo che Boğazköy fosse la capitale degli Ittiti perché alcune scritture geroglifiche trovate ad Aleppo e Hamath nel nord della Siria erano simili a quelle di un monumento trovato a Boğazköy.
Nel 1882, in una lettura alla Società di Archeologia Biblica a Londra, annunciò che gli Ittiti, ben lontani dall'essere una piccola tribù di Canaan legata ai re del regno di Israele, erano il popolo di un "perduto impero ittita", che attraverso i testi egizi stava allora ritornando alla luce. Egli e William Wright identificarono le rovine di Boğazköy nella città di Ḫattuša, la capitale di quell'Impero ittita che si estendeva dal Mar Egeo fino alle rive dell'Eufrate, secoli prima dell'epoca dei patriarchi dell'Antico Testamento. (cfr. Trevor Bryce, Life and Society in the Hittite World, Oxford 2002, p. 3).
Sayce concluse che i geroglifici ittiti fossero un sistema principalmente sillabico, ovvero che i suoi simboli costituivano un sillabario fonetico. Esistevano infatti troppi segni diversi per un sistema unicamente alfabetico ma ce n'erano troppo pochi per essere basato su ideogrammi. 
Quell'unico segno che indicava la divinità era apparso sulle pietre di Hamath e in altri luoghi, sempre nella forma di un prefisso per un indecifrabile gruppo di geroglifici che nominavano questi dei. Ciò condusse Sayce a concludere che, il trovare il nome di una di queste divinità con l'aiuto di un altro linguaggio dotato di una pronuncia simile, avrebbe potuto consentire la conversione di quel nome nei geroglifici ittiti. Inoltre stabilì che le chiavi ottenute con quel procedimento potevano essere applicate ad altre parti dell'iscrizione ittita in cui si presentava lo stesso segno.
Sayce sognò di trovare una stele di Rosetta bilingue. Nel 1880, trovò un indizio su uno scritto che parlava di un antico disco d'argento scoperto ad Istanbul. Si trattava di un ritrovamento di piccole dimensioni, simile ad un sigillo. Al suo centro si trovava la figura di un guerriero che indossava una veste corta, una cappa, un elmetto (senza dubbio un costume ittita). Il fregio intorno al guerriero conteneva un'iscrizione in lingua urrita. Sayce suppose che l'iscrizione cuneiforme sul sigillo ed i caratteri Hittiti contenuti nel suo cerchio più esterno esprimessero lo stesso significato. Quindi, aveva di fronte un testo bilingue.
Lavorando con un calco in gesso, Sayce tradusse il testo cuneiforme del sigillo con "Tarritktimme, re del paese di Erme". Alla fine del 1886 solo sette segni erano stati tradotti dal gruppo di simboli che appartenevano al sistema geroglifico.
Più tardi, dopo che Sayce ebbe rivolto la sua attenzione alla egittologia, furono scoperti degli archivi a Hattuša che svelarono l'idioma ittita parlato in quella antichissima città.
Le lezioni erano il suo mezzo preferito per le pubblicazioni. Sayce pubblicò nel 1887 le sue letture sulla religione babilonese; nel 1902 quelle sulla religione egiziana e babilonese e nel 1907 le sue ultime letture.  
Le sue pubblicazioni più significative sono:
- Assyrian Grammar for Comparative Purposes (1872)
- Principles of Comparative Philology (1874)
- Babylonian Literature (1877)
- Introduction to the Science of Language (1879)
- Monuments of the Hiltites (1881)
- Herodotus i-ui. (1883)
- Ancient Empires of the East (1884)
- Introduction to Ezra, Nehemiah and Esther (1885)
- Assyria (1885)
- Hibbert Lectures on Babylonian Religion (1887)
- The Hittites (1889)
- Races of the Old Testament (1891)
- Higher Criticism and the Verdict of the Monuments (1894)
- Patriarchal Palestine (1895)
- The Egypt of the Hebrews and Herodotus (1895)
- Early History of the Hebrews (1897)
- Israel and the Surrounding Nations (1898)
- Babylonians and Assyrians (1900)
- Egyptian and Babylonian Religion (1903)
- Archaeology of the Cuneiform Inscriptions (1907)

Egli contribuì anche ad importanti voci della IX, X, XI edizione della  Encyclopædia Britannica.